# Friederike Habermann

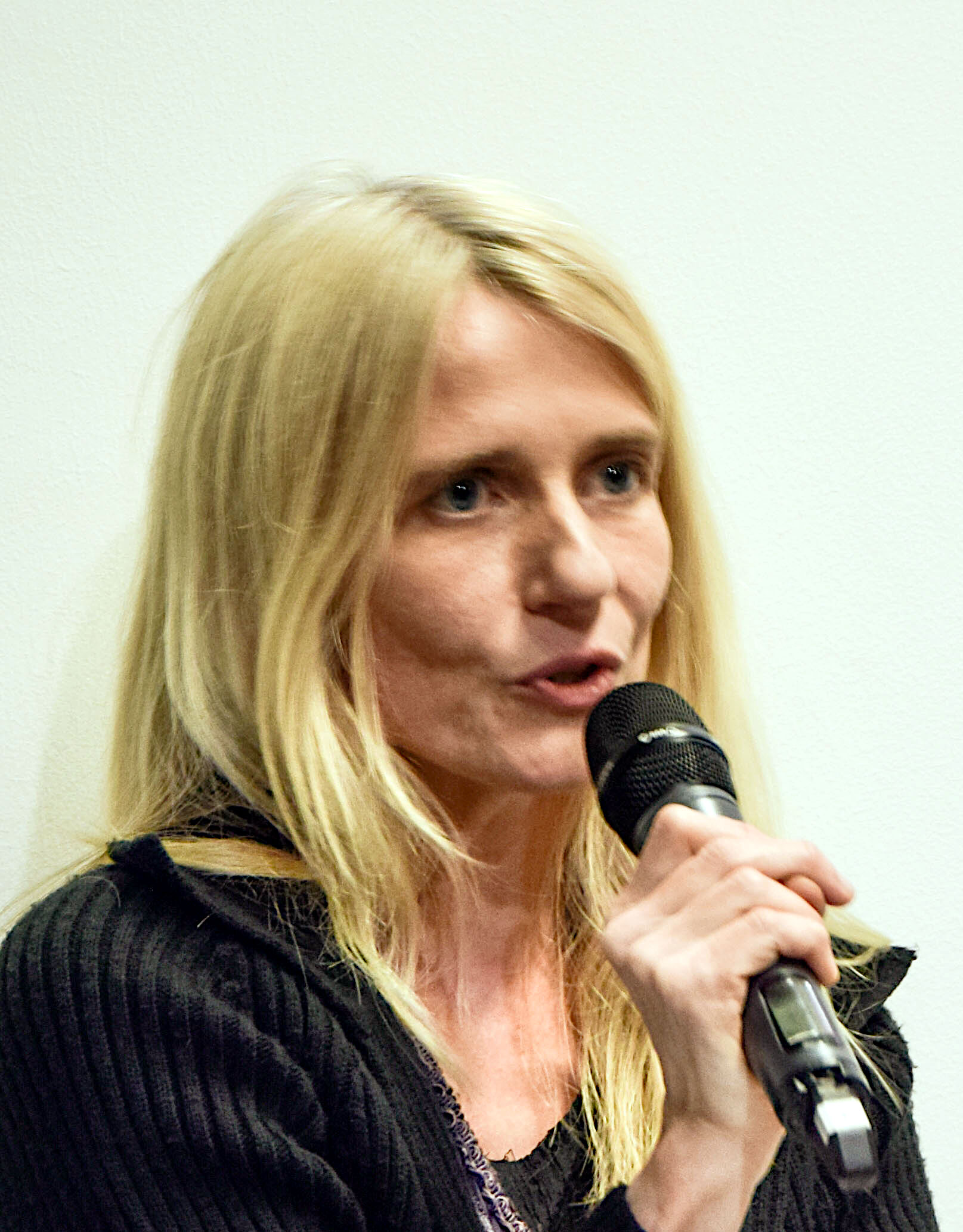
Friederike Habermann (2015)

Friederike Habermann (* 12. August 1967 in Bad Rehburg) ist eine deutsche Volkswirtin und Historikerin. Sie schreibt, lehrt und forscht als freie Wissenschaftlerin.

## Leben
Friederike Habermann wurde Anfang der 1980er Jahre in sozialen Bewegungen aktiv. 1986/87 war sie Bundesschülersprecherin und 1987/88 reiste sie durch Asien. Anschließend studierte sie an der Universität Hamburg.
Nach dem Abschluss leitete Habermann 1995 zunächst das Wirtschaftsressort der Tageszeitung junge Welt, musste das Blatt wegen weltanschaulicher Differenzen aber wieder verlassen und erlebte stattdessen 1996 in Mexiko als Teilnehmerin das Internationale Treffen der Zapatistischen Befreiungsbewegung.
1998 übernahm Habermann die Pressekoordination der nach Mexiko entstandenen globalen Vernetzung von Basisbewegungen Peoples Global Action (PGA). Diese fand aber insbesondere in Deutschland zunächst keine Beachtung, was sich erst durch die Proteste bei der WTO-Konferenz in Seattle 1999 änderte. 2001 erlebte sie während der Proteste gegen den G8-Gipfel in Genua 2001, bei der die italienische Polizei einen Demonstranten erschossen hatte, zwei Tage später die höchst umstrittene Erstürmung der als Schlafplätze genutzten Schulen ebenfalls durch die Polizei.
Die Jahre 2000 bis 2003 verbrachte Habermann in der Nähe ihrer Heimat im Lebensgarten Steyerberg sowie im Auftrag der Stiftung Fraueninitiative mehrere Monate in Argentinien zur Erforschung der dortigen Krise. 2007 promovierte Habermann an der FU Berlin mit summa cum laude zur Dr. phil. in Politischer Wissenschaft. Heute lebt sie in Einbeck und ist sie an Vernetzungen solidarischen Wirtschaftens beteiligt, u. a. dem Commons-Institut mit Sitz in Bonn. Habermann ist Mitgründerin des Netzwerks Ökonomischer Wandel – Network Economic Change (NOW NET).

## Positionen
Mit ihrer „subjektfundierten Hegemonietheorie“ geht Habermann davon aus, dass Identitätskategorien wie Geschlecht oder Rassifizierungen im Ringen um Privilegien wie Zugang zu Ressourcen, Zugriff auf Körper, hierarchische Arbeitsteilungen etc. „konstruiert“ werden.
Aus diesen theoretischen Überlegungen sowie aus ihren Erfahrungen in „Peoples Global Action“ resultiert ihre Überzeugung, dass das Ringen um die eigene Emanzipation immer auch mit der Infragestellung eigener Privilegien einhergehen muss.
In ihrem Buch Ecommony beschreibt sie gegenwärtige Tendenzen einer Commons-based peer production in Ansätzen anderen Wirtschaftens, basierend auf den Hauptprinzipien „Besitz statt Eigentum“ und „Beitragen statt Tauschen“. Hiermit verbindet sie die Vision eines nichtkapitalistischen gesamtgesellschaftlichen Wirtschaftens, das auf „struktureller Gemeinschaftlichkeit“ statt auf dem „strukturellen Hass“ der Konkurrenz beruht.
Im jüngsten Werk Ausgetauscht legt sie dar, warum eine wahrhaft emanzipatorische Gesellschaft frei von äquivalentem Tausch („tauschlogikfrei“) sein müsse. Sie argumentiert, dass sowohl eine demokratische Regulierung von Marktmechanismen als auch eine Verstaatlichung von Eigentum zu kurz greift. Dabei unterscheidet sie Aspekte von einerseits Konkurrenz und Leistungsdruck, und damit verbunden Angst, Zeitmangel und Entfremdung. Andererseits verweist sie auf die mit äquivalentem Tausch und damit jedem Markt durch den Preiskampf verbundene Notwendigkeit einer Ausbeutung von unbezahlten oder weniger produktiven Bereichen, mit entsprechenden Folgen für Natur, alle sorgenden Tätigkeiten sowie im internationalen Verhältnis zwischen Nationen.

## Publikationen

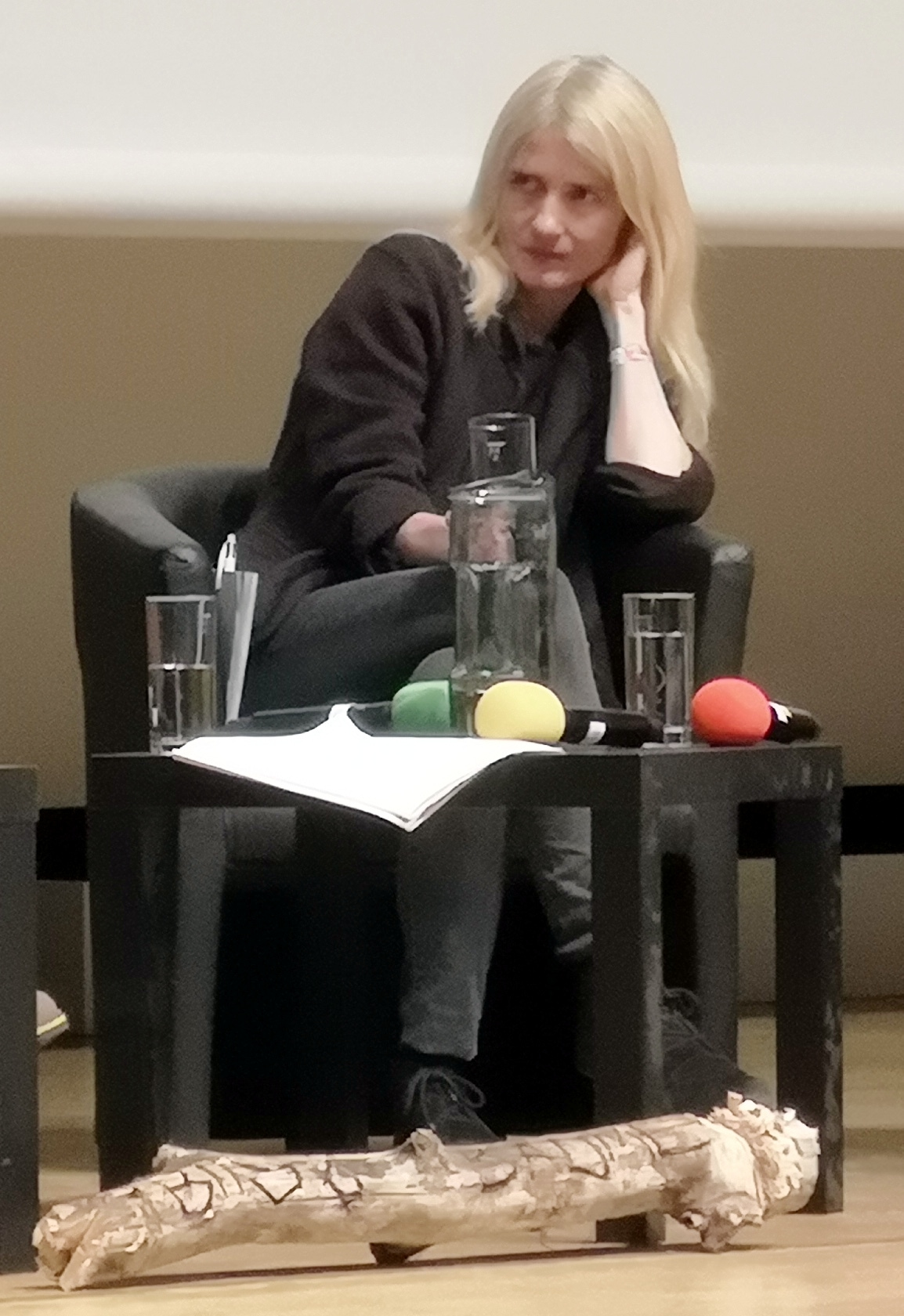
Friederike Habermann (2018)

### Bücher
- Overcoming Exploitation and Externalisation. An Intersectional Theory of Hegemony and Transformation. Routledge, London 2024, ISBN 978-1-032-44680-6.
- mit Ulrich Brand u. a. (Red.): Chiapas und die Internationale der Hoffnung. ISP, Köln 1997, ISBN 3-929008-34-3.
- Aus der Not eine andere Welt. Gelebter Widerstand in Argentinien. Hrsg. Stiftung Fraueninitiative. Helmer, Königstein 2004, ISBN 3-89741-162-8.
- Der homo oeconomicus und das Andere. Hegemonie, Identität und Emanzipation. Nomos, Baden-Baden 2008, ISBN 978-3-8329-3716-4 (Reihe Feminist and Critical Political Economy. Hrsg. Uta Ruppert und Brigitte Young).
- Halbinseln gegen den Strom. Anders leben und wirtschaften im Alltag. Hrsg. Stiftung Fraueninitiative. Helmer, Königstein 2009, ISBN 978-3-89741-284-2.
- Der unsichtbare Tropenhelm. Wie koloniales Denken noch immer unsere Köpfe beherrscht. DrachenVerlag, Klein Jasedow 2013, ISBN 978-3-927369-75-7.
- Geschichte wird gemacht. Etappen des globalen Widerstands. Laika, Hamburg 2014, ISBN 978-3-942281-52-2.
- Ecommony. UmCare zum Miteinander. Hrsg. Stiftung Fraueninitiative. Helmer, Sulzbach 2016, ISBN 978-3-89741-386-3.
- Ausgetauscht! Warum gutes Leben für alle tauschlogikfrei sein muss. Hrsg. Stiftung Fraueninitiative, Ulrike Helmer-Verlag, Roßdorf bei Darmstadt 2018, ISBN 978-3-89741-424-2.

### Aufsätze
- Ecommony: Strukturelle Gemeinschaftlichkeit statt negatives Wachstum. In: Deutschlands Wege in die Zukunft. Dokumentation einer UBA-Vortragsreihe zu mehr Nachhaltigkeit, hrsg. vom Umweltbundesamt 2012, Seiten 9 ff.
- Umsonstökonomie. In: Ulrich Brand (Hrsg.): ABC der Alternativen 2.0. VSA: Verlag, Berlin / Hamburg 2012, ISBN 978-3-89965-500-1, S. 306/307 (vsa-verlag.de [PDF]).
- Wir werden nicht als Egoisten geboren. In: Silke Helfrich, Heinrich-Böll-Stiftung (Hrsg.): Commons – Für eine neue Politik jenseits von Markt und Staat. Transcript Verlag, Bielefeld 2014, Seiten 39–44, ISBN 978-3-8376-2835-7.
- Die gute Nachricht: Kapitalismus ohne Wachstum gibt es nicht. degrowth.info, 6. Juni 2014
- Widerstand (wirklich) global und (wirklich) von unten. degrowth.info, 5. Juli 2016
- Der postkapitalistische Feminismuskeks. Das Hauptgericht: Eine commonsschaffende Peer-Produktion als mögliche Zukunft. In: Projektgruppe Gesellschaft nach dem Geld (Hrsg.): Postmonetär denken. Eröffnung eines Dialogs. Springer, Wiesbaden 2018, ISBN 978-3-658-21705-1, DOI:10.1007/978-3-658-21706-8_10.
- Aus Commons wurde Eigentum. Wird mit Vergesellschaftung aus Eigentum Commons? In: Tino Pfaff (Hrsg.): Vergesellschaftung und die sozialökologische Frage. Wie wir unsere Gesellschaft gerechter, zukunftsfähiger und resilienter machen können. oekom, München 2024, ISBN 978-3-9872629-3-7, doi:10.14512/9783987262937 (Open Access).